# شركة مشاريع الكويت القابضة
شركة مشاريع الكويت القابضة (KIPCO) هي أحد شركات الاستثمار المدرجة في سوق الكويت للأوراق المالية. تهدف الشركة منذ تأسيسها عام 1975 إلى الاستثمار في القطاع المالي والقطاع الإعلامي والتقني. وتضم حوالي 50 شركة في 21 دولة في منطقة الشرق الأوسط وشمال أفريقيا وعدد موظفين يفوق 8,000 موظف.

## تاريخ
تأسست الشركة في الثاني من أغسطس لعام 1975 بموجب القانون رقم 15 للشركات التجارية في الكويت. منذ تأسيسها، نمت الشركة بشكل مستمر واستثمرت في قطاعات مختلفة في منطقة الخليج والشرق الأوسط وشمال أفريقيا. كانت أولى عمليات الاستحواذ البارزة للشركة الاستحواذ على بنك الخليج المتحد ومقره المنامة في عام 1988، ثم الاستحواذ على الحصة الأكبر من بنك برقان في عام 1995.

## الشركات التابعة والزميلة
تملك شركة مشاريع الكويت حوالي 50 شركة تابعة وزميلة. أهمها:
- إدارة الخليج المتحدة إنك – بوسطن (أمريكا) 100.00 %
- إدارة الخليج المتحدة المحدودة – بريطانيا 		100.00 %
- شركة الاستشارات الكويتية المتحدة 		98.00 %
- بنك الخليج المتحد – البحرين 		90.50 %
- جلف دي تي اتش ال دي سي – جزر كايمان 		78.00 %
- شركة كامكو للاستثمار العقاري – البحرين 		75.14 %
- الشركة العربية الأهلية للأسواق – الكويت 		72.13 %
- الشركة العربية الأولى للأسواق – الكويت 		72.13 %
- هنتر كابيتال كومباني – يوتا (أمريكا) 		70.00 %
- شركة الخليج للتأمين – الكويت 		66.63 %
- شركة الخليج المتحدة للخدمات المالية – قطر 		66.39 %
- بنك الخليج الجزائر – الجزائر 		62.37 %
- بنك تونس الدولي 		57.86 %
- بنك برقان		55.27 %
- شركة مشاريع الكويت الاستثمارية لإدارة الأصول 		53.26 %
- شركة بنك الخليج المتحد للاوراق المالية – البحرين 		53.26 %
- شركة نايل كميونيكيشن نتورك – أمريكا 		41.34 %
- شركة اللؤلؤة السعودية للضمان المحدودة – البحرين 		34.88 %
- شركة عقارات الكويت 		19.35 %
- المجموعة العربية المصرية للتأمين – مصر 		18.84 %
- شركة فجر الخليج للتأمين وإعادة التأمين - لبنان 		17.79 %
- الشركة السورية الكويتية للتأمين – سوريا 		15.52 %
- الشركة البحرينية الكويتية للتأمين – البحرين 		14.56 %
- شركة العقارات المتحدة 		11.29 %
- شركة الفنادق الكويتية 		10.08 %
- الخطوط الوطنية الكويتية
- تقاعد للإدخار والتقاعد ش.م.ب. (مقفلة)
- شبكة أوربت شوتايم 60%

## أحداث مهمة
- في مارس 2007 قامت الشركة ببيع حصتها في الشركة الوطنية للإتصالات المتنقلة لشركة كيوتل القطرية بقيمة 967 مليون دينار كويتي (4.600 دينار كويتي للسهم).[7] وتعد تلك الصفقة هي الأكبر في القطاع الخاص الكويتي.

## مجلس الإدارة
- حمد صباح الاحمد الصباح - رئيس مجلس الإدارة[8]
- فيصل حمد العيار - عضو مجلس إدارة غير تنفيذي
- عبد الله يعقوب بشارة - عضو مجلس إدارة مستقل
- ادانا ناصر صباح الاحمد الصباح - عضو مجلس إدارة تنفيذي
- عبد الله ناصر صباح الأحمد الصباح - عضو مجلس إدارة غير تنفيذي